# Сарацени (Васлуј)
Сарацени (рум. Sărățeni) насеље је у Румунији у округу Васлуј у општини Мурђени. Oпштина се налази на надморској висини од 113 m.

## Становништво
Према подацима из 2002. године у насељу је живело 447 становника, од којих су сви румунске националности.